# Stolnica sv. Jurija, Adis Abeba
Stolnica sv. Jurija (amharsko የቅዱስ ጊዮርጊስ ካቴድራል) je etiopska pravoslavna cerkev v Adis Abebi v Etiopiji. Znana je po svoji značilni osmerokotni obliki in velja za primer evropske interpretacije etiopske cerkvene arhitekture. Stoji na severnem koncu Churchill Roada v mestu.

## Pregled
Nova cerkev je bila zgrajena na ruševinah starejše cerkve iz 15. stoletja. Leta 1896 jo je zgradil cesar Menelik II. v spomin na svojo zmago v bitki pri Adui proti Italijanom. Tabot (nosilni oltar) v današnji cerkvi so prej nosili na bojišče in je tako prinesel zmago Abesincem. Arhitekt stolnice je bil Sebastian Castagna; zgradili so jo Italijani, ki so bili poraženi pri Adui in na koncu ujeti. Posvečena je svetemu Juriju, narodnemu svetniku Etiopije. Tu so leta 1917 za cesarico okronali Zauditu, leta 1930 pa je bil tu kronan Haile Selassie, zato je stolnica tudi romarski kraj rastafarijancev. Italijanski fašisti so leta 1937 med abesinsko vojno stolnico oropali. Po osvoboditvi je leta 1941 cesar stavbo obnovil.
Katedrala ima muzej, na ogled pa je tudi cesarski prestol ter vitraži umetnika Afewerka Tekleja. Glede na svoje poimenovanje je v cerkvi prikazano orožje, uporabljeno v vojnah proti Italijanom, vključno z ukrivljenimi meči, trizobi ter velikanskimi čeladami iz levjih griv.
Veliki cerkveni zvon je bil dar Nikolaja II., zadnjega carja Ruskega imperija.

## Opis
Cerkev je zgrajena na osrednjem osmerokotnem tlorisu, ki je razširjen med etiopskimi kraji bogoslužja.
Fasade, prekrite s sivimi kamni, razporejenimi v vodoravne vrste, so okrašene v tipično italijanskem neoklasicističnem slogu, s polstebri, pilastri in pedimenti, ki omejujejo tudi odprtine. Na vrhu, v sredini, se dviga tambur, ki ga zaključuje kupola z lanterno.
Notranjost stropa je okrašena z modrim nebom, posejanim z zlatimi zvezdami, v oknih pa so različni vitraži. Najsvetejše v sredini je bogato okrašeno s freskami in mozaiki, ki jih je ustvaril Afeverk Tekle.